# Ястребинка косогорниковая
Ястребинка косогорниковая или ястребинка пренантовидная (лат. Hieracium prenanthoides) — травянистое растение рода Ястребинка (Hieracium) семейства Астровые (Asteraceae).

## Название
Научное латинское название рода происходит от др.-греч. ἱέραξ (hiérax, «ястреб») и др.-греч. -ιον (-ion, уменьшительный суффикс). Согласно некоторым источникам впервые растение упоминается у Диоскорида, а Плиний Старший указывал что ястребы используют в пищу листья ястребинки, чтобы улучшить свою феноменальную силу зрения, с чем и связано название в древнегреческом языке и на латыни.
Научный латинский видовой эпитет происходит от названия другого ботанического рода Prenanthes (Косогорник) и суффикса лат. -oīdēs со значением «схожий, подобный».
Русскоязычные родовое название является смысловым переводом латинского, видовой эпитет — калькой с латыни, используя русскоязычное название рода Косогорник (Prenanthes).

## Ботаническое описание[9]

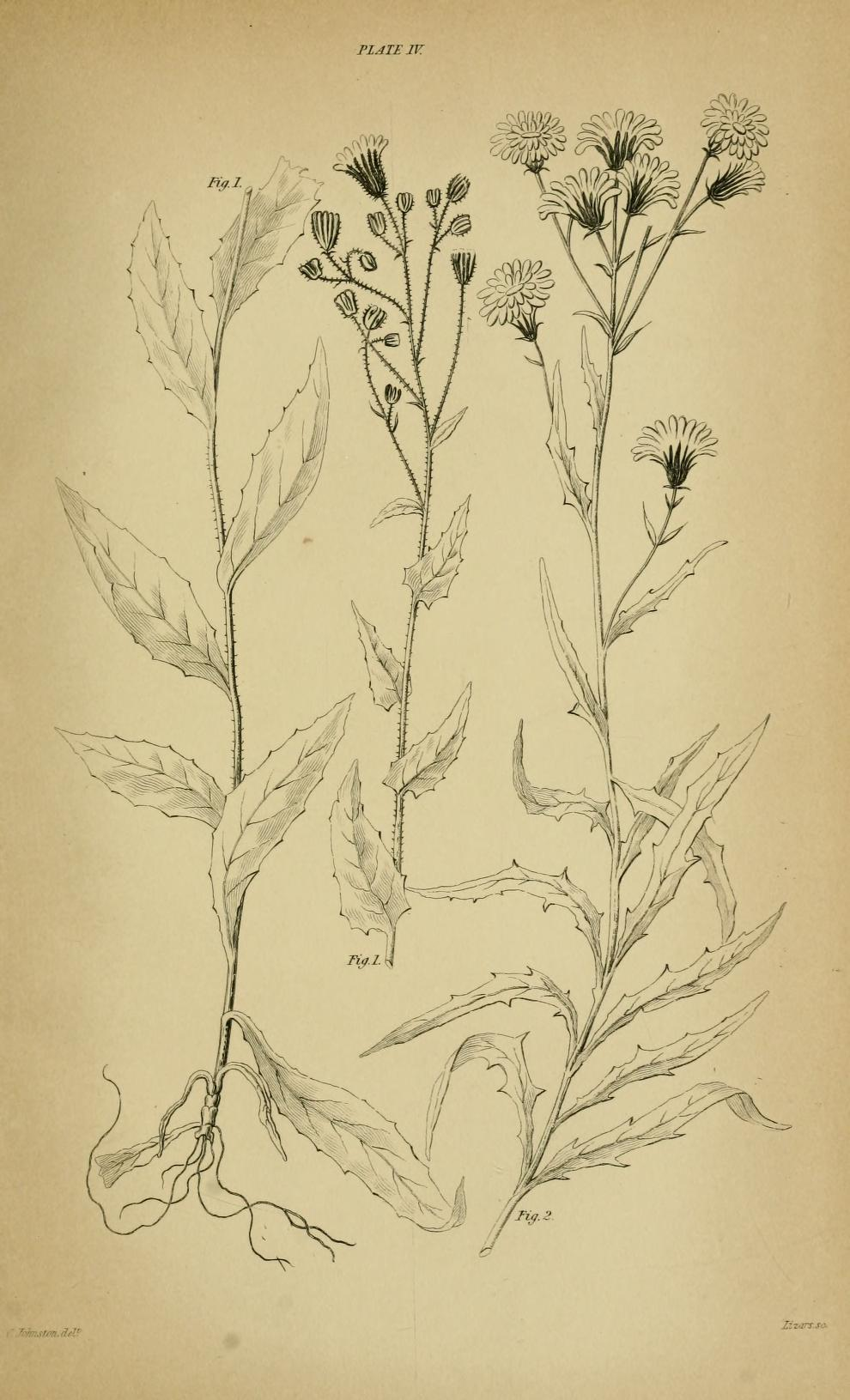
Ястребинка косогорниковая и ястребинка зонтичная. Ботаническая иллюстрация авторства :en:Catharine Johnston

Стебли 30–120 см высотой с редким или обильным опушением железистыми, безжелезковыми или звездчатыми волосками.
Листья многочисленные 10–30(-50), 30–140 × 8–35 мм, с редкими или многочисленными безжелезковыми волосками 0,5–1(-2) мм. Самые нижние листья быстро отмирают, оставшиеся постепенно уменьшаются в размере к вершине стебля, ланцетовидной, яйцевидной или овально-ланцетовидной формы, часто более или менее выраженно зауженные в середине (в форме песочных часов), вершина заостренная, край цельный или в разной степени зубчатый. Нижние стеблевые листья с коротким черешком, верхние часто сердцевидно-ушковидные, иногда со звездчатыми волосками на нижней стороне.
Цветоносные стебли облиственные. Цветоножки укороченные, дуговидные, с более менее многочисленными звездчатыми, множественными железистыми и иногда единичными безжелезковыми волосками. Листочки обёртки (7-)8–12(-13)×6–8 мм, прицветники с немногочисленными (редко многочисленными) звездчатыми, обильными железистыми и редкими или отсутствующими безжелезковыми волосками.
Хромосомное число 2n=27,36.

## Распространение и экология
Виды, входящие в группу H. prenanthoides, произрастают по всей территории Европы за исключением Южных регионов. Непосредственно вид Ястребинка косогорниковая по данным справочника «Флора СССР» (1960)  на территории России не встречается, однако, он упоминается в актуальном списке растений Ленинградской области БИН РАН. Другие виды, включаемые в секцию Prenanthoidea, населяют огромный ареал от Гренландии до Восточной Сибири, обнаруживая специфические черты «островного» расселения по территории бывшего СССР. Такими «островами» являются: 1) Карельско-Лапландский, Ладожско-Ильменский регионы, восточная часть Эстонии; 2) Урал; 3) Кавказ; 4) Алтай и 5) Средняя Азия. Представители секции являются преимущественно горными и высокогорными растениями, обитателями альпийских и субальпийских лугов, криволесья и лесных опушек. В северных регионах ареал опускается ниже, охватывая холмы и реликтовые леса.

## Классификация
В силу огромного количества (более 10 тысяч) ботанических видов, составляющих род Ястребинка, большинство систематиков традиционно выделяют условные надтаксоны (надвидовые категории, секции и «циклы» по Юксипу), объединяющие схожие близкородственные виды в группы с аналогичными характеристиками.

### Таксономия[13]
Hieracium prenanthoides Vill., 1779, Prosp. Hist. Pl. Dauphiné : 35
Вид Ястребинка косогорниковая относится к роду Ястребинка семейства Астровые (Asteraceae) порядка Астроцветные (Asterales). Кладограмма в соответствии с Системой APG IV:
|  |                                      |  |                                   |                                   |                    |  | ещё 10 семейств | ещё 10 семейств |                           |  |                                                                       |  | еще 3077 подтвержденных и 7056 в статусе «непроверенных» видов и инфравидовых таксонов | еще 3077 подтвержденных и 7056 в статусе «непроверенных» видов и инфравидовых таксонов |  |
|  |                                      |  |                                   |                                   |                    |  | ещё 10 семейств | ещё 10 семейств |                           |  |                                                                       |  | еще 3077 подтвержденных и 7056 в статусе «непроверенных» видов и инфравидовых таксонов | еще 3077 подтвержденных и 7056 в статусе «непроверенных» видов и инфравидовых таксонов |  |
|  |                                      |  |                                   | порядок Астроцветные              |                    |  |                 |                 | род Ястребинка            |  |                                                                       |  |                                                                                        |                                                                                        |  |
|  |                                      |  |                                   | порядок Астроцветные              |                    |  |                 |                 | род Ястребинка            |  | 25 подтвержденных и 8 в статусе "непроверенных" инфравидовых таксонов |  |                                                                                        |                                                                                        |  |
|  | отдел Цветковые, или Покрытосеменные |  |                                   |                                   | семейство Астровые |  |                 |                 | Ястребинка косогорниковая |  |                                                                       |  |                                                                                        |                                                                                        |  |
|  | отдел Цветковые, или Покрытосеменные |  |                                   |                                   |                    |  |                 |                 |                           |  |                                                                       |  |                                                                                        |                                                                                        |  |
|  |                                      |  | ещё 63 порядка цветковых растений | ещё 63 порядка цветковых растений |                    |  |                 | ещё 1804 рода   | ещё 1804 рода             |  |                                                                       |  |                                                                                        |                                                                                        |  |
|  |                                      |  |                                   | ещё 63 порядка цветковых растений |                    |  |                 |                 | ещё 1804 рода             |  |                                                                       |  |                                                                                        |                                                                                        |  |

### Инфравидовые таксоны
- в статусе подтвержденных:
  - Hieracium prenanthoides subsp. alessicum  Besse & Zahn 
  - Hieracium prenanthoides subsp. brittatense  (Üksip)  Greuter 
  - Hieracium prenanthoides subsp. bupleurifolioides  Zahn 
  - Hieracium prenanthoides subsp. bupleurifolium  (Tausch)  Zahn 
  - Hieracium prenanthoides subsp. buschianum  (Üksip)  Greuter 
  - Hieracium prenanthoides subsp. cinereiceps  (Zahn)  Zahn 
  - Hieracium prenanthoides subsp. constrictum  (Arv.-Touv.)  Zahn 
  - Hieracium prenanthoides subsp. costae  Zahn ex Gottschl. 
  - Hieracium prenanthoides subsp. cynanchoides  (Arv.-Touv. & Gaut.)  Zahn 
  - Hieracium prenanthoides subsp. ephemeridifolium  (Arv.-Touv.)  Zahn 
  - Hieracium prenanthoides subsp. eurylophum  (Omang)  Zahn 
  - Hieracium prenanthoides subsp. gredense  (Rouy)  Greuter 
  - Hieracium prenanthoides subsp. hoegeri  Zahn 
  - Hieracium prenanthoides subsp. hypoglaucum  Litv. & Zahn 
  - Hieracium prenanthoides subsp. jaquetianum  (Zahn)  Zahn 
  - Hieracium prenanthoides subsp. juvonis  (Murr)  Zahn 
  - Hieracium prenanthoides subsp. lanceolatum  (Vill.)  Zahn 
  - Hieracium prenanthoides subsp. loriense  (Üksip)  Greuter 
  - Hieracium prenanthoides subsp. melanotrichum  (Reuter)  Zahn 
  - Hieracium prenanthoides subsp. perfoliatum  (Froel.)  Fr. 
  - Hieracium prenanthoides subsp. praeruptorum  Nyman 
  - Hieracium prenanthoides subsp. prenanthoides  Vill. 
  - Hieracium prenanthoides subsp. pseudoprenanthes  (J.Serres)  Zahn 
  - Hieracium prenanthoides subsp. salicarium  (Arv.-Touv.)  Zahn 
  - Hieracium prenanthoides subsp. strictissimum  (Froel.)  Zahn

- в статусе непроверенных по состоянию на декабрь 2022:
  - Hieracium prenanthoides subsp. divaricatulum  Zahn 
  - Hieracium prenanthoides subsp. karelorum  (Norrl.) Norrl. 
  - Hieracium prenanthoides subsp. parvifolium  (R.Uechtr.) Zahn 
  - Hieracium prenanthoides subsp. penicense  Gottschl. & S.Orsenigo 
  - Hieracium prenanthoides subsp. pyense  Zahn 
  - Hieracium prenanthoides subsp. reducatum  Norrl. 
  - Hieracium prenanthoides var. furvescens  Dahlst. 
  - Hieracium prenanthoides var. karelorum  Norrl.